# Pintor de Míchigan

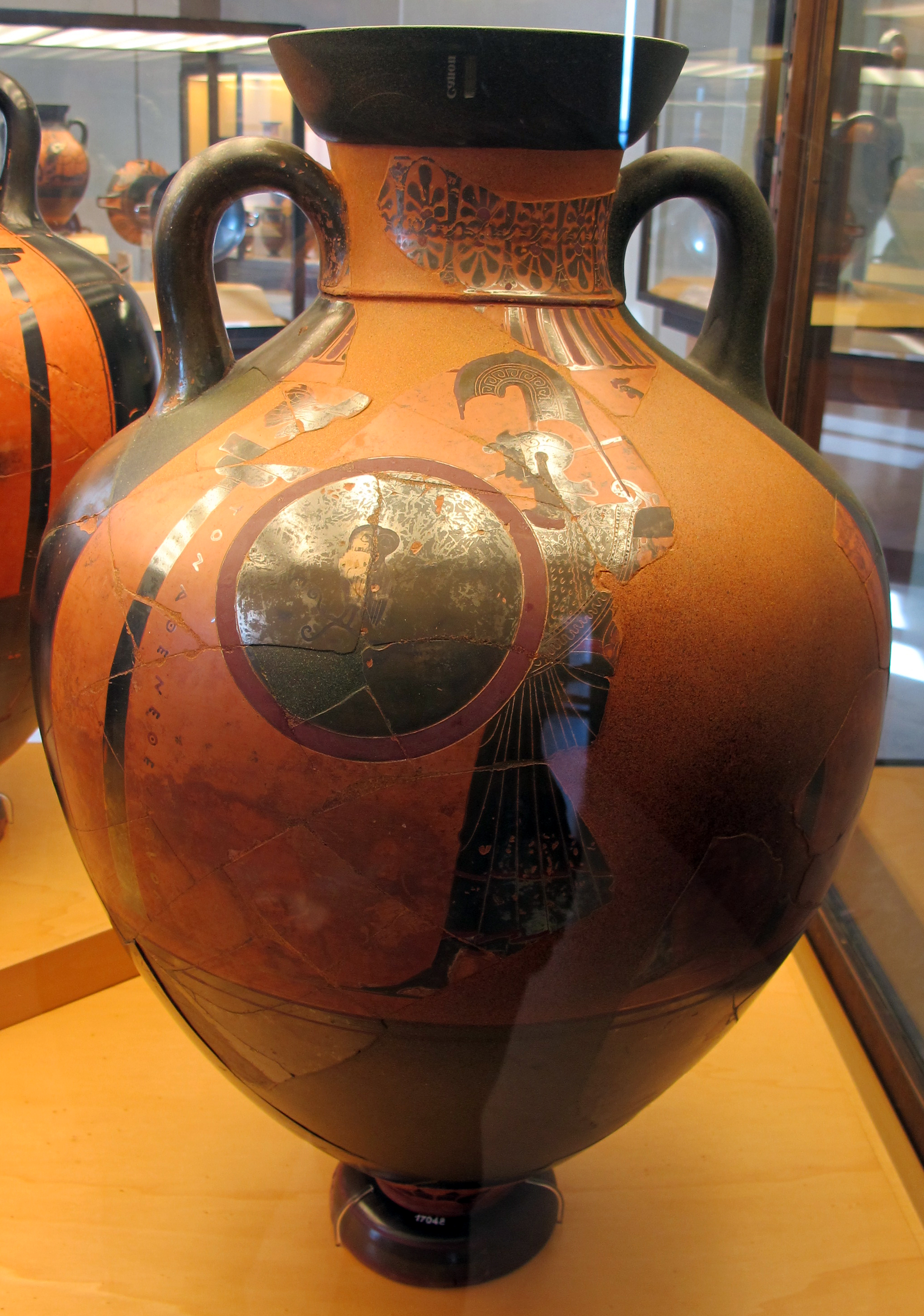
Ánfora panatenaica en el Museo Gregoriano Etrusco.

El Pintor de Michigan fue un pintor de cerámica ática de figuras negras que trabajó en Atenas en el último cuarto del siglo VI a. C. Fue nombrado así por John Beazley en honor a un ánfora de cuello en el Kelsey Museum of Archaeology de la Universidad de Míchigan en Ann Arbor.
El pintor, que pertenece al Grupo Perizoma, pintó principalmente estamnos y pequeñas ánforas de cuello de la clase de banda de puntos; también pintó las ánforas de cuello del grupo, que Beazley reunió originalmente como el grupo de Bruselas R 312. También pintó enócoes y lécitos. También pintó el dorso de las ánforas panatenaicas, cuyos lados frontales fueron decorados por el Pintor de la lechuza de La Habana.